# إجماع إزولويني
إجماع إزولويني هو موقف من العلاقات الدولية وإصلاح الأمم المتحدة، متفق عليه من قبل الاتحاد الأفريقي. وهو يدعو إلى مجلس أمن أكثر تمثيلا وديمقراطية، تكون فيه أفريقيا، مثل جميع مناطق العالم الأخرى، ممثلة.

## خلفية
تمت تسمية الإجماع على اسم إيزولويني، وهو واد في وسط سوازيلاند - مع العديد من الفنادق السياحية - حيث تم إبرام الاتفاقية في عام 2005. ثم تم اعتماد الإجماع في جلسة استثنائية للمجلس التنفيذي للاتحاد الأفريقي، في مارس 2005، في أديس أبابا. 

## الاتفاق
وقد غطت الاتفاقية عدة مجالات منها: الموقف الأفريقي المشترك بشأن الإصلاح المقترح للأمم المتحدة: «توافق إزولويني» (تقرير). الاتحاد الأفريقي.

### الأمن الجماعي - تدابير وقائية
- التأكيد على التهديدات الخطيرة التي يشكلها فيروس نقص المناعة البشرية / الإيدز والفقر والتدهور البيئي.
- تشجيع شطب ديون الدول المثقلة بالديون.
- التوصية باعتماد إعلان لومي وإعلان الجزائر بشأن التغييرات غير الدستورية للحكومات.
- الدعوة إلى وقف التصنيع غير المشروع للأسلحة الصغيرة والأسلحة الخفيفة والاتجار بها وتكديسها.
- التوصية بخطوات نحو «الإزالة الكاملة للأسلحة النووية»

### الأمن الجماعي - استخدام القوة
- أخذ نهج حذر تجاه مسؤولية الحماية: «من المهم إعادة التأكيد على التزام الدول بحماية مواطنيها، ولكن لا ينبغي استخدام ذلك كذريعة لتقويض سيادة الدول واستقلالها وسلامة أراضيها».
- حظر أي استخدام للقوة خارج المادة 51 من ميثاق الأمم المتحدة (الدفاع عن النفس) والمادة 4 ح من الاتحاد الأفريقي (منع جرائم الإبادة الجماعية والجرائم الخطيرة ضد الإنسانية).
- دعوة الأمم المتحدة إلى تمويل ودعم قوات حفظ السلام التي تقدمها المنظمات الإقليمية مثل الاتحاد الأفريقي.
- اقتراح لجنة بناء السلام.

### إصلاح الأمم المتحدة
- إنشاء مقعدين دائمين على الأقل (بما في ذلك حق النقض)، وخمسة مقاعد غير دائمة في مجلس الأمن.[4]
- سيختار الاتحاد الأفريقي الحكومات الأفريقية التي ستحصل على المقاعد. [4]
- المزيد من الدعوات إلى تعزيز المجلس الاقتصادي والاجتماعي.

## إعلان سرت
تلا توافق إيزولويني إعلان سرت الصادر في يوليو 2005، والذي طالب فيه الاتحاد بمقعدين دائمين على الأقل ومقعدين غير دائمين في مجلس الأمن للدول الأفريقية. 